# كريستوف إدلمولر
كريستوف إدلمولر (بالألمانية: Christoph Edelmüller) مواليد 15 أكتوبر 1981 في فيينا، هو لاعب كرة يد نمساوي يلعب كمحور. مثل منتخب النمسا لكرة اليد.

## سجل المنافسة
شارك في البطولات التالية:
- بطولة أوروبا لكرة اليد للرجال 2014